# Milieu mannitol mobilité nitrate
Le Mannitol-Mobilité-Nitrate est un milieu de culture caractérisé par l'utilisation de mannitol et de Nitrate et permet la mise en évidence (ou non) de la mobilité bactérienne, il permet aussi  de voir le métabolisme énergétique des bactéries.

## Usage
utilisation du mannitol, réduction des nitrates, mobilité en gélose semi-molle

## Composition
- hydrolysat trypsique de caséine:..................10,0 g
- mannitol:..........................................7,5 g
- rouge de phénol:...................................0,04 g
- nitrate de potassium:..............................1,0 g
- agar:..............................................3,5 g
- pH = 7,6

## Préparation
22 g par litre.Stérilisation classique.

## Lecture
- A: pas de dégradation du mannitol
- B: Dégradation du mannitol

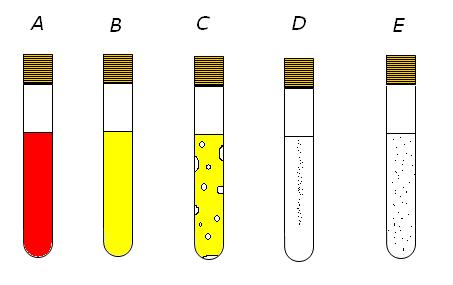
résultats possibles

- C: Dégradation du mannitol avec production de gaz
- D: Bactérie non mobile, colonies au lieu de l'ensemencement
- E: Bactérie mobile, repartition des colonies dans le milieu

- milieu jaune : mannitol +
- milieu rouge : mannitol -

Pour une bactérie aérobie stricte, la culture sur toute la hauteur accompagnée éventuellement de bulles montre une respiration nitrate. La réduction des nitrates pourra être visualisée par addition des réactifs habituels. Leur acidité entraîne un virage progressif au jaune d'un milieu rouge : une coloration rouge après addition des nitrites 1 et 2 montre donc bien la présence de nitrites.